# Exila nigropalmata
Genre
Espèce
Synonymes
- Mabuia nigropalmata Andersson, 1918
- Mabuya nigropalmata (Andersson, 1918)

Exila nigropalmata, unique représentant du genre Exila, est une espèce de sauriens de la famille des Scincidae.

## Répartition
Cette espèce se rencontre au Brésil, en Bolivie et au Pérou.

## Description
C'est un saurien vivipare.

## Publications originales
- Andersson, 1918 : New lizards from South America. Collected by Nils Holmgren and A. Roman. Arkiv för Zoologi, vol. 11, no 16, p. 1-9 (texte intégral).
- Hedges & Conn, 2012 : A new skink fauna from Caribbean islands (Squamata, Mabuyidae, Mabuyinae). Zootaxa, no 3288, p. 1–244 (texte intégral).